# Federazione pallavolistica dell'Uzbekistan
La Federazione uzbeka di pallavolo (eng. Uzbekistan Volleyball Federation, uzb. Федерация Волейбола Узбекистана, UVF) è un'organizzazione fondata per governare la pratica della pallavolo in Uzbekistan.
Organizza il campionato maschile e femminile, e pone sotto la propria egida la nazionale maschile e femminile.
Ha aderito alla FIVB nel 1992.